# Paleacrita sericeiferata
Paleacrita sericeiferata är en fjärilsart som beskrevs av Walker 1863. Paleacrita sericeiferata ingår i släktet Paleacrita och familjen mätare. Inga underarter finns listade i Catalogue of Life.